# Братское (Краснохолмский район)
Бра́тское — деревня в Краснохолмском муниципальном округе Тверской области. 

## География
Деревня находится на берегу реки Лойка в 32 км на север от города Красный Холм, в 2 км к северу от деревни находится урочище Башарово. 

## История
В 1872 году в селе Башарово близ деревни Брацково была построена каменная Вознесенская церковь с 3 престолами, метрические книги с 1782 года.
Во второй половине XIX — начале XX века деревня Брацково относилась к Бошаровскому приходу Мартыновской волости Весьегонского уезда.
С 1929 года деревня являлась центром Братского сельсовета Краснохолмского района Бежецкого округа Московской области, с 1935 года — в составе Овинищенского района Калининской области, с 1956 года — в составе Краснохолмского района, с 2005 года — в составе Мартыновского сельского поселения, с 2013 года — в составе  Лихачёвского сельского поселения, с 2019 года — в составе Краснохолмского муниципального округа. 
В 1980-е годы к Братскому присоединена соседняя деревня Василево.
В годы Советской Власти в деревне была расположена центральная усадьба колхоза «Восход», в 1997 году в деревне было 59 хозяйств.

## Население
| 1859 | 1889 | 1919 | 1997 | 2002 | 2010 |
| ---- | ---- | ---- | ---- | ---- | ---- |
| 194  | ↗240 | ↗289 | ↘148 | ↘131 | ↘96  |

## Достопримечательности
В урочище Башарово близ деревни расположена недействующая Церковь Вознесения Господня (1872).